# Amy Steel
Amy Steel (* 3. Mai 1960 in Pennsylvania) ist eine US-amerikanische Film- und Fernsehschauspielerin. Sie ist auch unter dem Namen Amy Steel Pulitzer bekannt.

## Leben
Steel begann ihre Karriere 1980 als Trudy Wilson in der CBS-Serie Springfield Story sowie mit der wiederkehrenden Rolle der Peggy Warner in der Seifenoper All My Children. Einem breiten Publikum wurde sie 1981 in der Rolle der Ginny Field in Freitag der 13. Teil II – Jason kehrt zurück bekannt. Für die Fortsetzung Und wieder ist Freitag der 13. kehrte Steel nicht zurück, da sie befürchtete, mit ihrem Part als Final Girl in einem Slasher-Film zukünftig zu sehr auf einen speziellen Rollentypus reduziert zu werden. 
Anschließend arbeitete sie wieder hauptsächlich als Fernsehdarstellerin und trat in verschiedenen Serien auf, darunter: Jede Menge Familie, Das A-Team, Chicago Hope – Endstation Hoffnung und JAG – Im Auftrag der Ehre. Als Filmschauspielerin trat Steel noch gelegentlich in Erscheinung, unter anderem in Nebenrollen in Gefährliches Dreieck (1983) und Tycus – Tod aus dem All (1999). 2014 übernahm sie mit ihrem Part in Tales of Poe wieder die Hauptrolle in einer Filmproduktion. An ihrer Seite agierte in diesem Projekt unter anderem auch Adrienne King, welche ihrerseits im ersten Teil der Freitag der 13.-Reihe das Final Girl verkörpert hatte und somit als Steels Vorgängerin gelten kann. 
Steel ist seit 1986 verheiratet und Mutter von zwei Töchtern. Neben ihrer Arbeit als Schauspielerin ist sie auch als Familientherapeutin tätig und betreibt eine Praxis im kalifornischen Calabasas.

## Filmografie (Auswahl)
- 1980: All My Children (Fernsehserie)
- 1980–1981: Springfield Story (Guiding Light, Fernsehserie)
- 1981: Freitag der 13. – Jason kehrt zurück (Friday the 13th Part 2)
- 1982: Familienbande (Family Ties, Fernsehserie, eine Folge)
- 1982–1983: The Powers of Matthew Star (Fernsehserie, 14 Folgen)
- 1983: CHiPs (Fernsehserie, eine Folge)
- 1983: Das A-Team (The A-Team, Fernsehserie, eine Folge)
- 1983: Gefährliches Dreieck (Exposed)
- 1983–1984: For Love and Honor (Fernsehserie, 12 Folgen)
- 1986: Die Horror Party (April Fool’s Day)
- 1987, 1989: Jake und McCabe – Durch dick und dünn (Jake and the Fatman, Fernsehserie, zwei Folgen)
- 1990: Ein gesegnetes Team (Father Dowling Mysteries, Fernsehserie, eine Folge)
- 1990: Zurück in die Vergangenheit (Quantum Leap, Fernsehserie, eine Folge)
- 1991: Was geschah wirklich mit Baby Jane? (What Ever Happened to Baby Jane?, Fernsehfilm)
- 1993: Space Rangers (Fernsehserie, eine Folge)
- 1993: Time Trax – Zurück in die Zukunft (Time Trax, Fernsehserie, eine Folge)
- 1994: Viper (Fernsehserie, eine Folge)
- 1994: Hör mal, wer da hämmert (Home Improvement, Fernsehserie, eine Folge)
- 1994: Diagnose: Mord (Diagnosis Murder, Fernsehserie, eine Folge)
- 1995: Der Polizeichef (The Commish, Fernsehserie, eine Folge)
- 1996: Chicago Hope – Endstation Hoffnung (Chicago Hope, Fernsehserie, eine Folge)
- 1997: Millennium – Fürchte deinen Nächsten wie Dich selbst (Millennium, Fernsehserie, eine Folge)
- 1999: Tycus – Tod aus dem All (Tycus)
- 2000: JAG – Im Auftrag der Ehre (JAG, Fernsehserie, eine Folge)